# Esferòmetre

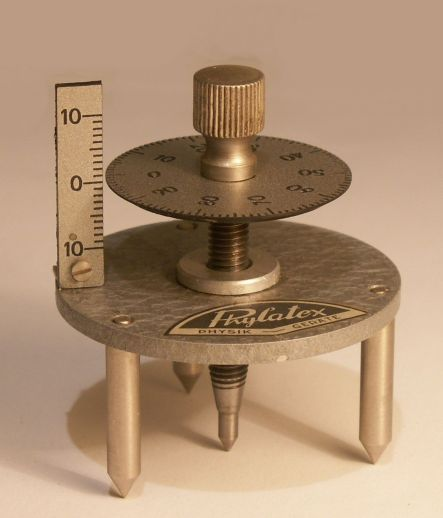
Esferòmetre

El esferòmetre és un instrument de mesura que està compost per un trípode, en el centre del qual hi ha una rosca sobre la qual s'hi ha adossat un cargol micromètric.
Un dels laterals de l'instrument disposa d'una escala numerada que permet mesurar la variació del cargol central pel que fa al plànol format pels tres braços del trípode. Sobre aquest cargol central, hi ha a més a més una corona a la que se li han fet una sèrie de divisions, el nombre de les quals pot variar entre diferents esferòmetres i dependrà, generalment, de la seva grandària.
Gràcies a aquestes dues escales graduades és possible realitzar un mesurament precís de l'altura recorreguda pel cargol central.

## Ús
L'esferòmetre és un instrument que resulta summament útil per a determinar espessors de petits objectes i també per a la determinació del radi de superfícies esfèriques -tant còncaves com convexes-, és per això pel que resulta molt pràctic per mesurar els centres de les lents o fins i tot, utilitzant les expressions adequades, la potència de les mateixes amb un mètode prou ràpid.

### Determinació del radi
L'esferòmetre com a instrument, només determina la distància que es desplaça el cargol central pel que fa al plànol format pel trípode i no directament el radi de la superfície esfèrica que s'estigui mesurant. Para això, es fa l'ús d'una relació matemàtica.

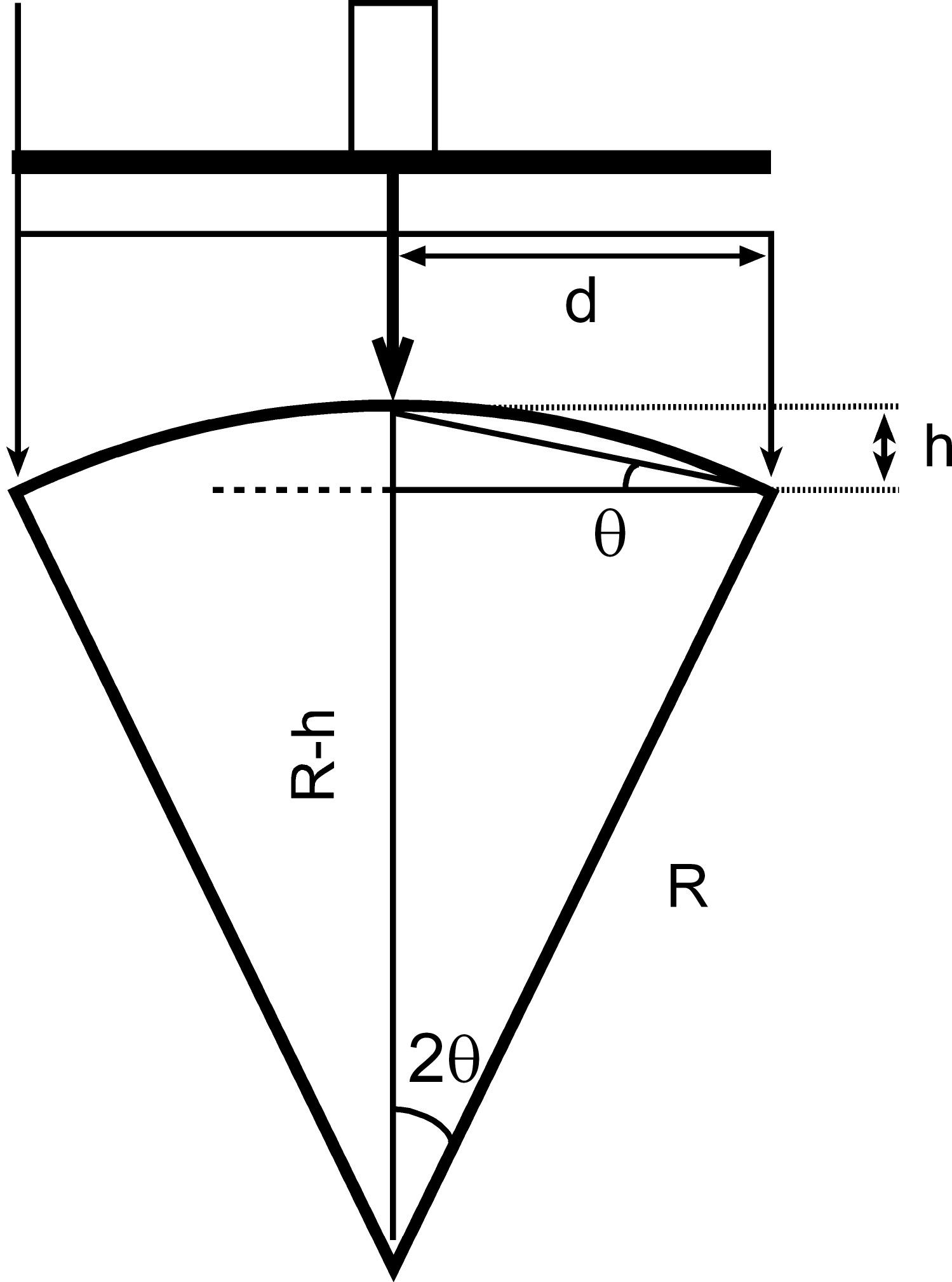

Atenent a l'esquema, es pot apreciar que la longitud que mesura l'instrument és h, mentre que d és la longitud del braç del trípode (que és coneguda o bé es pot determinar amb certa exactitud). L'objectiu final és trobar el radi R. Visualitzant l'esquema i aplicant el teorema de Pitàgores obtenim la relació:
{\displaystyle R^{2}=(R-h)^{2}+d^{2}}
Aïllant R, s'obté:
{\displaystyle R={\frac {1}{2}}\left(h+{\frac {d^{2}}{h}}\right)}
D'aquesta manera, utilitzant la present equació, es pot calcular el radi de la superfície esfèrica estudiada.